# De Vuurslag
De Vuurslag was een kunsthistorische prijs van de Stichting Nederlandse Kunst- en Antiekbeurs, voor verdiensten op het gebied van de kunstnijverheid, die werd toegekend sinds 1995. De prijs bestond uit een geldsom die besteed moet worden aan kunsthistorisch onderzoek. Nadat de prijs drie jaar achtereen niet is uitgereikt, is deze in 2012 opgeheven. 

## Prijswinnaars
- 1995 Prof.dr. C.J.A. Jörg: Japans lakwerk 1600-1850
- 1996 Stichting Schone Kunsten rond 1900, Assen
- 1997 Drs. J.W. Klinckaert: middeleeuwse Utrechtse beeldhouwkunst
- 1998 Dr. J. Pijzel-Dommisse: Nederlands interieur 1600-1900
- 1999 Prof.dr. J. Van der Stock: Antwerpse grafiek 1400-1600
- 2000 Dr. J.D. van Dam: Verzamelen van Nederlands aardewerk 1800-1920
- 2001 Stichting Historische Behangsels en Wanddecoraties in Nederland
- 2002 Stichting Nederland bouwt VOC-retourschip, Lelystad
- 2003 A. van der Kley-Blekxtoon: Nederlands industrieel glas
- 2004 Drs. J.P.W.H.A. van Rijen: Nederlands kerkzilver 1800-1920
- 2005 Prof. Anne van Grevenstein / Stichting Restauratie Atelier Limburg, Maastricht
- 2006 Drs. Robert Parthesius: opgraving van het VOC-schip Avondster (Galle, Sri Lanka)
- 2007 Zilvermuseum Sterckshof, Deurne (Antwerpen)
- 2008 Sint-Jansmuseum ‘De Bouwloods’, ’s-Hertogenbosch
- 2009 Het Filmmuseum, Amsterdam
- 2010 geen uitreiking
- 2011 geen uitreiking
- 2012 geen uitreiking